# Heartland Championship 2013
El Campeonato Heartland 2013 fue la octava edición de la segunda división de rugby de Nueva Zelanda. 
El campeón de la competencia fue  Mid Canterbury, quienes lograron su primer campeonato.

## Sistema de disputa
Cada equipo disputa 8 encuentros frente a sus rivales.
- Los cuatro equipos con mejor clasificación al final de la fase de grupos clasifican a la semifinal de la Copa Meads buscando el título de la competición.

- Los equipos ubicados entre la quinta y octava posición al final de la fase de grupos clasifican a la semifinal de la Copa Lochore, la copa que se asigna al ganador de los playoff por el quinto puesto.

## Clasificación
- Clasificación[1]

| Pos. | Equipo            | Encuentros | Encuentros | Encuentros | Encuentros | Tantos | Tantos | Tantos | PB | PB | Puntos |
| Pos. | Equipo            | PJ         | PG         | PE         | PP         | F      | C      | Dif    | BO | BD | Puntos |
| ---- | ----------------- | ---------- | ---------- | ---------- | ---------- | ------ | ------ | ------ | -- | -- | ------ |
| 1.º  | Mid Canterbury    | 8          | 7          | 0          | 1          | 232    | 131    | 101    | 4  | 1  | 33     |
| 2.º  | North Otago       | 8          | 6          | 0          | 2          | 216    | 159    | 57     | 3  | 2  | 29     |
| 3.º  | Wairarapa Bush    | 8          | 6          | 0          | 2          | 203    | 144    | 59     | 3  | 1  | 28     |
| 4.º  | West Coast        | 8          | 6          | 0          | 2          | 190    | 173    | 17     | 4  | 0  | 28     |
| 5.º  | South Canterbury  | 8          | 4          | 0          | 4          | 246    | 202    | 44     | 3  | 4  | 23     |
| 6.º  | Wanganui          | 8          | 4          | 0          | 4          | 171    | 160    | 11     | 2  | 3  | 21     |
| 7.º  | Buller            | 8          | 4          | 0          | 4          | 147    | 149    | -2     | 2  | 2  | 20     |
| 8.º  | Thames Valley     | 8          | 4          | 0          | 4          | 153    | 200    | -37    | 0  | 1  | 17     |
| 9.º  | King Country      | 8          | 3          | 0          | 5          | 163    | 211    | -48    | 1  | 2  | 15     |
| 10.º | East Coast        | 8          | 2          | 0          | 6          | 173    | 225    | -52    | 3  | 2  | 13     |
| 11.º | Horowhenua-Kapiti | 8          | 1          | 0          | 7          | 141    | 182    | -41    | 0  | 6  | 10     |
| 12.º | Poverty Bay       | 8          | 1          | 0          | 7          | 141    | 240    | -99    | 0  | 2  | 6      |

|  | Semifinales Copa Meads.      |
|  | Semifinalistas Copa Lochore. |

## Copa Lochore - Quinto Puesto

### Semifinal
| 19 de octubre | South Canterbury | 14 - 8 | Thames Valley |  |  |

| 19 de octubre | Wanganui | 30 - 40 | Buller |  |  |

### Final
| 27 de octubre | South Canterbury | 17 - 10 | Buller |  |  |

| Bandera de Nueva Zelanda              |
| Ganador Copa Lochore South Canterbury |
| Primer título                         |

## Copa Meads

### Semifinal
| 19 de octubre | Mid Canterbury | 28 - 25 | West Coast North Otago |  |  |

| 19 de octubre | North Otago | 48 - 34 | Wairarapa Bush |  |  |

### Final
| 26 de octubre | Mid Canterbury | 26 - 20 | North Otago |  |  |

| Bandera de Nueva Zelanda |
| Campeón Mid Canterbury   |
| Primer título            |